# Bedarfsverkehr
Bedarfsverkehr ist ein Begriff aus der Verkehrswissenschaft und bezeichnet eine Betriebsart des Verkehrs, bei der die Verkehrsmittel nur bei Bedarf verkehren oder in Betrieb gesetzt werden. 
Der Begriff „Bedarfsverkehr“ trifft auf viele Verkehrsformen zu, zum Beispiel:
- generell im Güterverkehr (Ausnahme Linienverkehr im Speditionsgewerbe, Frachtschifffahrtslinien und Fähren), auch im sogenannten Trampverkehr oder mit Frachttransportflugzeugen
- Flugzeug-, Bus- und Schiffs-Charter-Reisen
- Sonderzügen oder zusätzlich in die Takte des Linienverkehrs eingeschobenen Verstärkerfahrzeugen
- Sonderfahrdienste für Menschen mit Behinderungen[1]
- Pendelbahn-Seilbahnen ohne Fahrplan oder Kleinseilbahnen, die von den Passagieren selbst gestartet werden
- Vergnügungseisenbahnen (Vergnügungseinrichtungen werden streng genommen nicht zu den Verkehrsmitteln gezählt)

## Bedarfsverkehr im Öffentlichen Verkehr
Im Öffentlichen Verkehr tritt Bedarfsverkehr sowohl beim Gelegenheitsverkehr als auch beim Linienverkehr auf, wobei die Verkehrsmittel mitunter nur nach Voranmeldung verkehren. Bedarfsverkehrsmittel werden vor allem zu Zeiten (Abendstunden, Wochenende) oder auf Strecken (ländliche Gebiete, gering besiedelte Gebiete), an oder auf denen nur wenige Fahrgäste unterwegs sind, eingesetzt oder in Verwendung genommen und dienen als Ergänzung des am Tag üblichen Linienverkehrs.

### Beispiele
- Ein „Anruf-Sammeltaxi“ (AST) oder „Anruf-Linientaxi“ (ALT) verkehrt zu Zeiten oder in Gebieten schwachen Verkehrsaufkommens nach Fahrplan auf festgelegten Streckenbändern von Haltestelle zu Haltestelle, oft auch zu einer frei wählbaren Adresse im Zielgebiet/bis zur Haustür.
- Ein „Rufbus“ (auch: „L-Bus“ oder „On-Demand-Bus“) hat meistens keine feste Linienführung. Er fährt von Haltestelle zu Haltestelle, die Routen werden aber vom Fahrer innerhalb des Bedienungsgebietes nach den Zielhaltestellen der Fahrgäste festgelegt.
- Ein „Sammelbus“ fährt von festgelegten Haltestellen aus zu bestimmten Zielen (etwa Diskotheken, Veranstaltungen) und zurück.
- Ein „Multi-Bus“ fährt nur bei Bedarf und vorheriger Anmeldung von Haltestelle zu Haltestelle.
- Ein „Bürgerbus“ wird von ehrenamtlichen Fahrern gesteuert und fährt im Linienverkehr auf Strecken, die vom sonstigen öffentlichen Personenverkehr nicht bedient werden, um die eingeschränkte Mobilität von älteren Menschen, Hausfrauen, Kindern und Jugendlichen ohne eigenes Fahrzeug zu verbessern.
- Verstärkerbusse werden für Fahrten außerhalb des Takts eingesetzt.
- Ridepooling-Dienste[2]

Bei den Haltestellen handelt es sich oft bloß um virtuelle Haltestellen, d. h. um Stellen, die zum Halten geeignet sind, aber nicht physisch markiert sein müssen. 

### Genehmigung durch die Verkehrsbehörden
Bedarfsverkehr im Sinne des Ridepooling (auch On-Demand-Verkehr genannt) muss bei den Verkehrsbehörden beantragt werden. Die Prüfung findet nach dem Personenbeförderungsgesetz statt. Bis Juli 2021 wurde diese Verkehrsart nur nach der Experimentierklausel gemäß § 2 Abs. 7 PBefG zeitlich befristet genehmigt. Seit der Novellierung des PBefG im August 2021 kann Ridepooling nun nach § 44 (Linienbedarfsverkehr) PBefG oder § 50 (Gebündelter Bedarfsverkehr) PBefG genehmigt werden, wodurch es zeitlich unbegrenzt eingesetzt werden kann.